# Phumzile van Damme
Phumzile van Damme, née le 20 juillet 1983, est une consultante sud-africaine et ancienne député représentant l'opposition officielle sud-africaine, l'Alliance démocratique, décrite par Afrique Renouveau des Nations unies comme un « jeune député avec une mission ».
Elle est élue pour la première fois aux élections générales sud-africaines de 2014 et réélue en 2019.
Elle a occupé le poste de whip à l'Assemblée nationale et membre du comité du ministre fantôme des communications et des technologies numériques.
Le 20 mai 2021, elle démissionne de son poste de député. Elle révèle plus tard qu'elle avait démissionné parce que le parti lui avait dit de cesser de critiquer Facebook. « Je ne pouvais pas faire cela et compromettre mes valeurs, alors j'ai démissionné », a tweeté Van Damme.
Van Damme travaille en tant que consultant indépendant sur la stratégie de lutte contre la désinformation et de communication et sur la défense des droits numériques.
En septembre 2021, elle fonde et coordonne le premier projet de surveillance et de lutte contre la désinformation électorale d'Afrique du Sud,.

## Biographie

### Enfance, éducation
Van Damme est né le 20 juillet 1983 à Manzini, Eswatini, du Dr Lynette Sibongile Masuku, professeur d'études sur le patrimoine à l'Université Sol Plaatjie et de feu Elroy Mayisela, professeur de lycée. Van Damme a été adoptée par son beau-père Hugo Van Damme et son nom de famille a été changé pour le sien, Van Damme. Peu de temps après son élection au Parlement sud-africain, Van Damme a été soumise à un « Birthergate », qui lui refusait la citoyenneté sud-africaine. Il s'est avéré par la suite qu'elle avait bel et bien droit à la nationalité sud-africaine en raison de la citoyenneté sud-africaine de son père biologique et du fait que plusieurs membres de sa lignée maternelle et paternelle étaient sud-africains,.

### Etudes
Van Damme a fréquenté diverses écoles primaires et secondaires en Eswatini, en Belgique et en Afrique du Sud. Elle est diplômée de l'Université de Rhodes avec un baccalauréat ès arts avec spécialisation en sciences politiques et en droit.

## Carrière politique
Phumzile Van Damme a été élue pour la première fois membre du Parlement sud-africain en 2014. À 31 ans, elle est l'une des plus jeunes députées élues au Parlement. La même année, elle est nommée porte-parole nationale de l'opposition officielle sud-africaine, l'Alliance démocratique. Elle est réélue députée en mai 2019, puis élue whip de l'Assemblée nationale.
Avant son élection au Parlement, Van Damme a travaillé comme responsable de la recherche et de la communication de l'Alliance démocratique, dirigeant une équipe de responsables des médias gérant les communications et la recherche pour plus de 100 députés.
Elle a occupé divers autres postes en tant que membre du personnel politique et, en 2012, a été porte-parole de l'actuel Premier ministre du Cap-Occidental, Alan Winde, en tant que ministre du Tourisme et du Développement économique de l'époque,.
En tant que député et ministre fantôme des Communications, Van Damme fait pression pour la création du comité ad hoc sur la South African Broadcasting Corporation (SABC) - une enquête parlementaire sur des années de corruption et d'ingérence politique au sein de la radiotélévision publique sud-africaine. La conclusion de l'enquête a finalement abouti à la réforme de la SABC et à l'affirmation de son rôle de radiodiffuseur public indépendant comme le prévoit la Constitution de l'Afrique du Sud et au limogeage de la ministre des Communications de l'époque, Faith Muthambi.
En tant que porte-parole de l'Alliance démocratique, Van Damme a mené la charge contre Bell Pottinger à la suite d'allégations selon lesquelles il aurait tenté de diviser et de conquérir les Sud-Africains en attisant les tensions raciales dans le but de garder le président sud-africain Jacob Zuma et son parti, l'African National Congress (ANC)., au pouvoir malgré les rapports continus faisant état de « capture de l' État » par la famille Gupta,.
Van Damme a déposé une plainte auprès de la Public Relations and Communications Association (PRCA), l'association professionnelle du secteur des relations publiques au Royaume-Uni. La PRCA a tenu une audience en août 2017 au cours de laquelle M. Van Damme a présenté le dossier contre Bell Pottinge. Dans une décision unanime, la PRCA a estimé que Bell Pottinger's avait jeté le discrédit sur le secteur par ses actions et a reçu la sanction la plus sévère possible, à savoir la résiliation de son adhésion. Deux semaines plus tard, la société de relations publiques a été placée sous administration en raison d'un exode de clients et de pertes croissantes à la suite du scandale de sa campagne en Afrique du Sud,.
En 2020, Influence, un documentaire réalisé par Diana Neille et Richard Poplak, a été présenté en première au Festival du film de Sundance. Il retrace l'ascension et la chute du rôle de Bell Pottinger et de Van Damme dans sa disparition finale,.
En 2020, Van Damme a rejoint le Grand Comité international sur la désinformation, un groupe mondial de législateurs, de conseillers politiques et d'autres experts travaillant ensemble pour lutter contre la désinformation, les discours de haine et l'ingérence électorale en ligne sur les réseaux sociaux. Elle a abordé la question de la désinformation sur diverses plateformes, notamment au PNUD et à la Commission de la condition de la femme de l'ONU,.
Le 16 février 2021, Van Damme, suivant l'exemple de ses homologues législateurs aux États-Unis et dans certains pays européens, est devenue la première en Afrique à se joindre à l'appel pour que Facebook soit tenu responsable de son rôle dans la propagation de la désinformation et de l'utilisation à des fins militaires de données privées.
Elle a demandé que Facebook soit convoqué devant le Parlement sud-africain, soulignant que l'objectif de l'interpellation de Facebook n'était pas d'exercer un contrôle ou de limiter la liberté d'expression sur la plateforme de médias sociaux, mais de pousser à une modération plus stricte des contenus afin de supprimer ceux qui incitent à la violence ou prônent la haine fondée sur la race, l'appartenance ethnique, le sexe ou la religion. Elle a indiqué que la liberté d'expression totale qui n'entre pas dans ces catégories doit être protégée,. Le 17 février 2021, ses collègues de la commission des communications et des technologies numériques ont accédé à la demande de Van Damme et ont demandé à Facebook de comparaître devant la commission,.
Le 12 mai 2021, Van Damme a confirmé que Facebook avait accepté de rencontrer le Parlement sud-africain le 25 mai 2021, ce qu'elle a qualifié d'« historique » et de « moment de fierté pour l'Afrique du Sud »,,.
En décembre 2020, le leader parlementaire du DA, John Steenhuisen, prend la décision controversée de retirer Van Damme de son cabinet fantôme, bien qu'elle soit l'une des personnalités les plus performantes du parti, et de la remplacer par Zakhele Mbhele. Il a également prolongé de trois mois son congé de maladie, qui devait se terminer le 15 décembre 2020, jusqu'au 31 mars 2021 qu’il décrit comme un « congé sabbatique ». Par conséquent, Van Damme a accusé Steenhuisen de l'avoir placée en congé sabbatique qu'elle n'avait pas demandé et d'avoir tenté d'utiliser sa santé pour la mettre à l'écart. Elle a déclaré qu'elle contesterait la décision de Steenhuisen. Elle a aussi mentionné qu'elle ressentait le fait d'être mise en congé sabbatique, alors qu'elle ne l'avait pas demandé, comme une tentative de contrôler sa vie et son corps,,. On soupçonnait que la décision de Steenhuisen était en représailles au fait qu'elle ne soutenait pas sa candidature à la tête du DA et soutenait son adversaire, Mbali Ntuli. Steenhuisen et la whip en chef du DA, Natasha Mazzone, ont nié cela, insistant sur le fait que Van Damme n'avait pas été mise à l'écart et qu'elle pouvait continuer à exercer ses fonctions parlementaires car le congé sabbatique était facultatif. Van Damme a contesté cela et a insisté sur le fait que le congé sabbatique n'était pas rendu facultatif et que Steenhuisen lui avait ordonné de cesser toutes ses fonctions parlementaires pendant un congé sabbatique de trois mois. Elle a déclaré plus tard qu'elle respecterait ses instructions, prendrait un congé sabbatique et contesterait légalement sa décision,.
Le 12 février 2021, Van Damme a annoncé que son désaccord avec Steenhuisen concernant son congé sabbatique avait été résolu et qu'elle retournerait au travail, en se concentrant sur la transformation numérique de l'Afrique du Sud, la confidentialité des données, la désinformation et l'éthique numérique,.
Le 20 mai 2021, elle démissionne de son poste de député DA en raison de son mécontentement à l'égard d'une « clique d'individus » au sein du parti. Elle a déclaré qu'elle ne rejoindrait pas un autre parti et qu'elle n'attaquerait pas le parti.
Le 21 mai, elle a déclaré qu'elle n'avait pas démissionné de son poste de membre du DA. Elle avait annoncé plus tôt en mai qu'elle était engagée dans une bataille juridique avec le DA, certains membres du parti étant déterminés à la punir pour avoir frappé un homme en état de légitime défense après qu'il l'ait menacé de violence lors d'une altercation au V&A Waterfront à Cape Town en juin 2018. Le 26 juin 2021, Van Damme démissionne de son poste de membre du DA afin de pouvoir se concentrer sur le « projet de surveillance et de lutte contre la désinformation » qui sera déployé avant les élections locales d'octobre. Van Damme a estimé qu'elle devait être non partisane pour pouvoir tenir les autres partis responsables de la diffusion de fausses informations,.

## Prix et distinctions
Pour son travail en tant que membre du personnel politique de l'Alliance démocratique, Van Damme a été nommée en 2013 parmi les 200 meilleurs jeunes d'Afrique du Sud par Mail and Guardian.
Au cours de sa première année en tant que députée , le magazine Forbes l'a nommée l'une des 20 plus jeunes femmes influentes d'Afrique en 2014.
En 2019, Van Damme figure parmi les 20 femmes au monde à faire partie de la prestigieuse bourse Vital Voices 2019/20. La bourse vise à « faire progresser le leadership public des femmes et les objectifs de développement durable (ODD) des Nations Unies ». Il s'agit d'une bourse d'un an visant à accroître la capacité, le pouvoir de décision et l'efficacité des femmes dirigeantes dans la vie publique tout en faisant évoluer la culture autour du rôle des femmes, leadership public et progresser vers l’égalité dans la représentation publique à l’échelle mondiale,.
En mai 2021, Van Damme est sélectionnée dans le cadre du programme Munich Young Leaders 2021/22. Le programme est un projet commun de la Körber-Stiftung et de la Conférence de Munich sur la sécurité qui rassemble 25 jeunes représentants exceptionnels d'institutions gouvernementales, de parlements, de groupes de réflexion, de médias et du secteur privé d'Allemagne, d'États membres et partenaires sélectionnés de l'OTAN, ainsi que de États d’importance stratégique dans la région Asie-Pacifique, au Moyen-Orient et en Afrique. Les Munich Young Leaders discutent des questions d'actualité liées à la politique étrangère et de sécurité transatlantique avec des participants de haut rang de la Conférence de Munich sur la sécurité. Outre un programme individuel, les Munich Young Leaders participent également à la Munich Security Conference.

## Vie privée
Phumzile Van Damme est mariée et vit au Cap. Sa sœur est Qiniso Van Damme, étudiante à l'Université du Cap, mannequin, actrice et première The Bachelorette d'Afrique du Sud,.